# Kazuki Okayama
Kazuki Okayama (japanisch 岡山 和輝 Okayama Kazuki; * 16. Februar 1994 in der Präfektur Kanagawa) ist ein japanischer Fußballspieler.

## Karriere
Kazuki Okayama erlernte das Fußballspielen in der Universitätsmannschaft der Osaka Sangyo University. Seinen ersten Profivertrag unterschrieb er am 1. Februar 2016 beim FC Imabari. Der Verein aus Imabari, einer Stadt in der Präfektur Ehime, spielte in der fünften japanischen Liga, der Shikoku Soccer League. Am Ende der Saison wurde man Meister und stieg in die vierte Liga auf. 2019 belegte man den dritten Tabellenplatz und stieg somit in die dritte Liga auf.

## Erfolge
FC Imabari
- Shikoku Soccer League: 2016  ▲